# Germain Debré
Germain Debré (* 25. Mai 1890 in Neuilly-sur-Seine, Département Hauts-de-Seine; † 15. Mai 1948 in Paris) war ein französischer Architekt aus der Familie Debré. Er war offizieller Architekt des Consistoire Paris war und baute Synagogen in Paris.

## Leben
Als nach dem Frieden von Frankfurt das Elsass an das deutsche Kaiserreich fiel, verließ die Familie Debré Deutschland und ließ sich im Großraum Paris nieder. Debré war der jüngste Sohn des Großrabbiners Simon Debré (1854–1939) und dessen Ehefrau Marianne Trenel (1860–1949); sein Großvater mütterlicherseits war der Rabbiner Isáac Léon Trenel (1822–1890). Debrés Geschwister waren der Arzt Robert Debré (1882–1978), der Ingenieur Jacques Debré (1885–1969) und Claire Debré-Schwartz (1888–1972), die Mutter des Mathematikers Laurent Schwartz (1915–2002).
Debré absolvierte seine Schulzeit am Lycée Janson de Sailly (16. Arrondissement) und wechselte 1908 an die École des Beaux-Arts (EBA). Dort war er meistenteils Schüler der Architekten Henri Deglane (1855–1931) und Gustave Umdenstock (1866–1940).
Verzögert durch den Ersten Weltkrieg konnte Debré sein Studium der Architektur erst 1920 abschließen. Noch im selben Jahr wurde er Mitarbeiter von Théophile Bourgeois, später wechselte er dann zu Lucien Hesse. Am 29. Mai 1922 heiratete Debré in Paris Babette Degeorge (1899–1927), mit der er eine Tochter (* 1923) und einen Sohn (* 1927) hatte.
Im November 1929 wurde Debré als Nachfolger Lucien Hesses der offizielle Architekt des Consistoire de Paris und drei Monate später heiratete er in zweiter Ehe am 10. Februar 1930, ebenfalls in Paris, Geneviève Cahn (1895–1991).
Im Auftrag der Association cultuelle israélite de Paris (A.C.I.P.) baute Debré die Synagoge Belleville (1930), Synagogen in La Varenne-Saint-Hilaire (1935) und Montmartre und erweiterte die Synagoge Neuilly-sur-Seine (1937). Debré schuf neue Formen, die bisher in der Synagogenarchitektur nicht verwendet wurden. Die Synagoge im Pariser Viertel Belleville ist terrassenförmig aufgebaut, aus Stahlbeton geschaffen, und erinnert eher an eine Schule als einen Ort des Kultus. Außerdem erhielt er mehrere Aufträge vom staatlichen Commissariat à l’énergie atomique für den Bau von Labors.
Debré starb wenige Tage vor seinem 58. Geburtstag und fand auf dem Friedhof Père-Lachaise seine letzte Ruhestätte (Division 96).

## Ehrungen

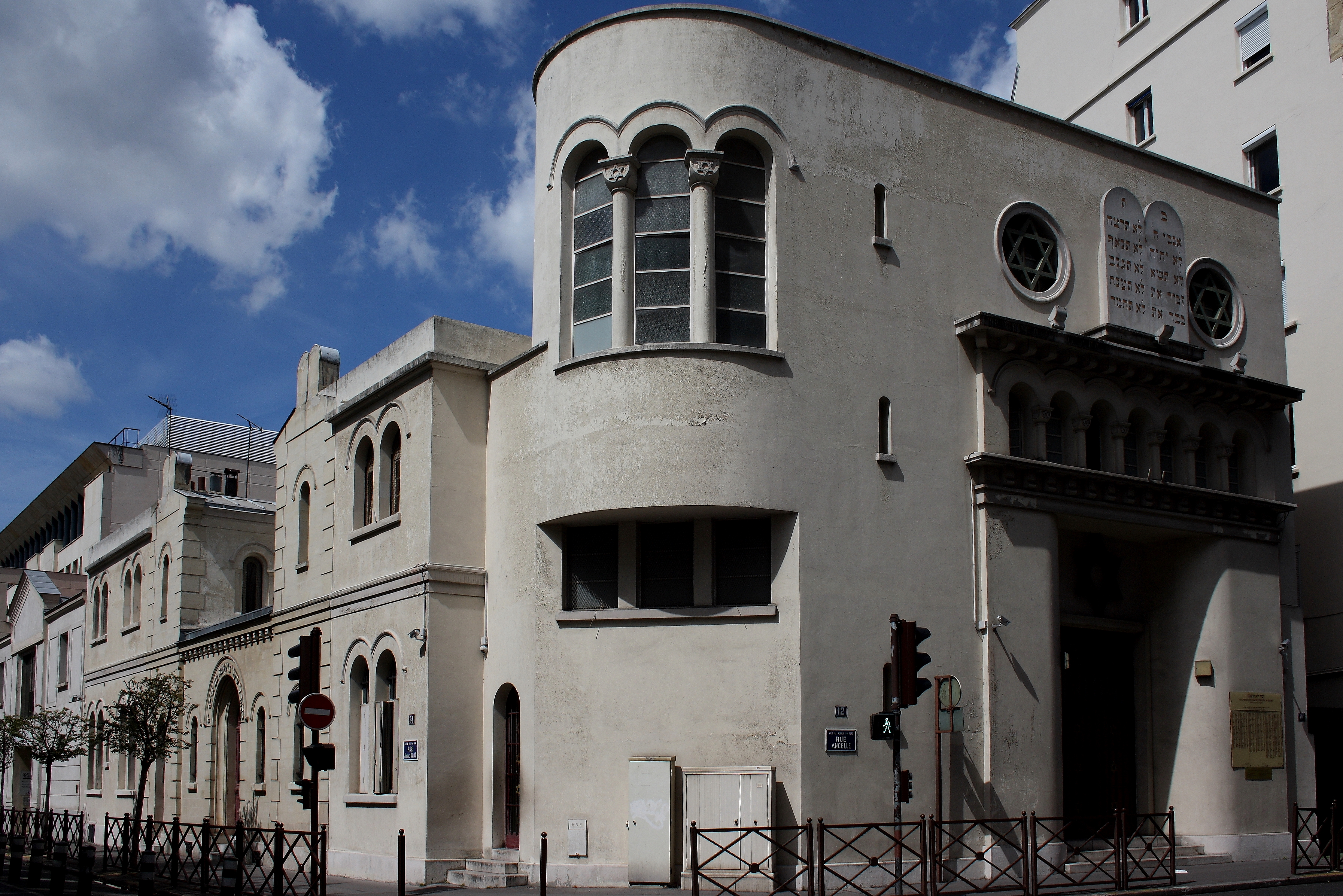
Die Synagoge von Neuilly; links die Fassade aus dem 19. Jahrhundert und rechts die Fassade nach dem Umbau im 20. Jahrhundert

- Ritter der Ehrenlegion
- Croix de guerre
- Wasaorden

## Bauwerke
- Institut de biologie physico-chimique: 13–19, rue Pierre-et-Marie-Curie (5. Arrondissement) – erbaut 1927 bis 1930 unter der Mitarbeit von Nicolas Kristy
- Temple israélite de Belleville: 75,rue Julien-Lacroix (20. Arrondissement), erbaut 1930
- Grabmal für Zadoc Kahn (Großrabbiner) auf dem Friedhof Montparnasse, eingeweiht am 30. November 1930
- Maison des étudiants suédois in der Cité Internationale Universitaire de Paris: 17, boulevard Jourdan (14. Arrondissement) – erbaut 1931 zusammen mit Peder Clason
- Haus in der 23, rue Miguel-Hildalgo (19. Arrondissement): erbaut 1933
- Synagoge La Varenne-Saint-Hilaire: 10 bis, avenue du Château in La Varenne-Saint-Hilaire, erbaut 1935
- Synagoge Montmartre: 13, rue Sainte-Isaure (18. Arrondissement), 1940 eingeweiht